# Guy Evans
Guy Evans, né le 17 juin 1947 à Birmingham, est un batteur et percussionniste anglais, principalement connu en tant que membre du groupe de rock progressif Van der Graaf Generator, dont il est, avec le parolier Peter Hammill, le seul membre constant.
Il participe au groupe Echo City.